# نمودار توالی

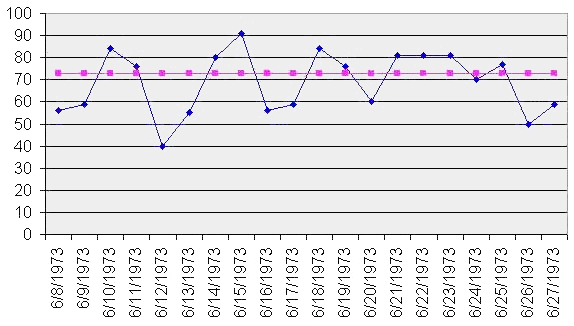
یک نمودار توالی ساده که داده جمع‌شده در گذر زمان را نشان می‌دهد. میانه داده مشاهده شده (۷۳) در نمودار نیز نشان داده شده‌است.

یک نمودار توالی ، که به نمودار دنباله توالی نیز معروف است، گرافی است که داده مشاهده‌شده در یک سری زمانی را نمایش می‌دهد. اغلب، داده برخی از بخش‌های خروجی یا اجزای یک تولید یا فرایند کسب‌وکار دیگری را نمایش می‌دهد.

## بررسی اجمالی
نمودارهای توالی روشی ساده برای خلاصه‌سازی گرافیکی یک مجموعه داده تک‌متغیره می‌باشند. فرض رایج مجموعه داده تک‌متغیره این است که آن‌ها به این شکل عمل کنند:
- نقشه‌های تصادفی؛
- از یک توزیع ثابت؛
- با یک موقعیت رایج؛ و
- با مقیاسی رایج.

در نمودارهای توالی، تغییر موقعیت و مقیاس، موضوعی کاملاً بدیهی است. همچنین، می‌توان به راحتی موارد دورشده را شناسایی نمود.
برای مثال می‌توان به اندازه‌گیری سطح مایع پر شده در داخل بطری‌های یک کارخانه بطری‌سازی یا دمای آب یک ماشین ظرف‌شویی در هر بار کارکرد آن، اشاره کرد. زمان بر روی محور افقی و ویژگی مورد بررسی روی محور عمودی قرار دارد. اغلب، برخی اندازه‌ها مانند میانگین و میانه، به‌وسیله یک خط افقی مشخص می‌شوند.
نمودارهای توالی برای یافتن ناهنجاری در داده‌هایی بررسی می‌شوند که در آن‌ها در طول فرایندی وابسته به زمان یا عواملی ویژه، تغییراتی پیش‌بینی شده‌است که ممکن است تغییرپذیری فرایند را تحت تأثیر قرار دهد.